# Daïra de Timgad
Pour les articles homonymes, voir Timgad, Barrage de Timgad et Ville de Timgad.
La daïra de Timgad est une daïra d'Algérie située dans la wilaya de Batna et dont le chef-lieu est la ville éponyme de Timgad.

## Localisation
La daïra est située à l'est de la wilaya de Batna.

## Communes
La daïra est composéé de deux communes : Ouled Fadel et Timgad.